# Hăineala
Hăineala – wieś w Rumunii, w okręgu Bacău, w gminie Pârjol. W 2011 roku liczyła 223 mieszkańców.